# Salomon Henoch Rabinowicz

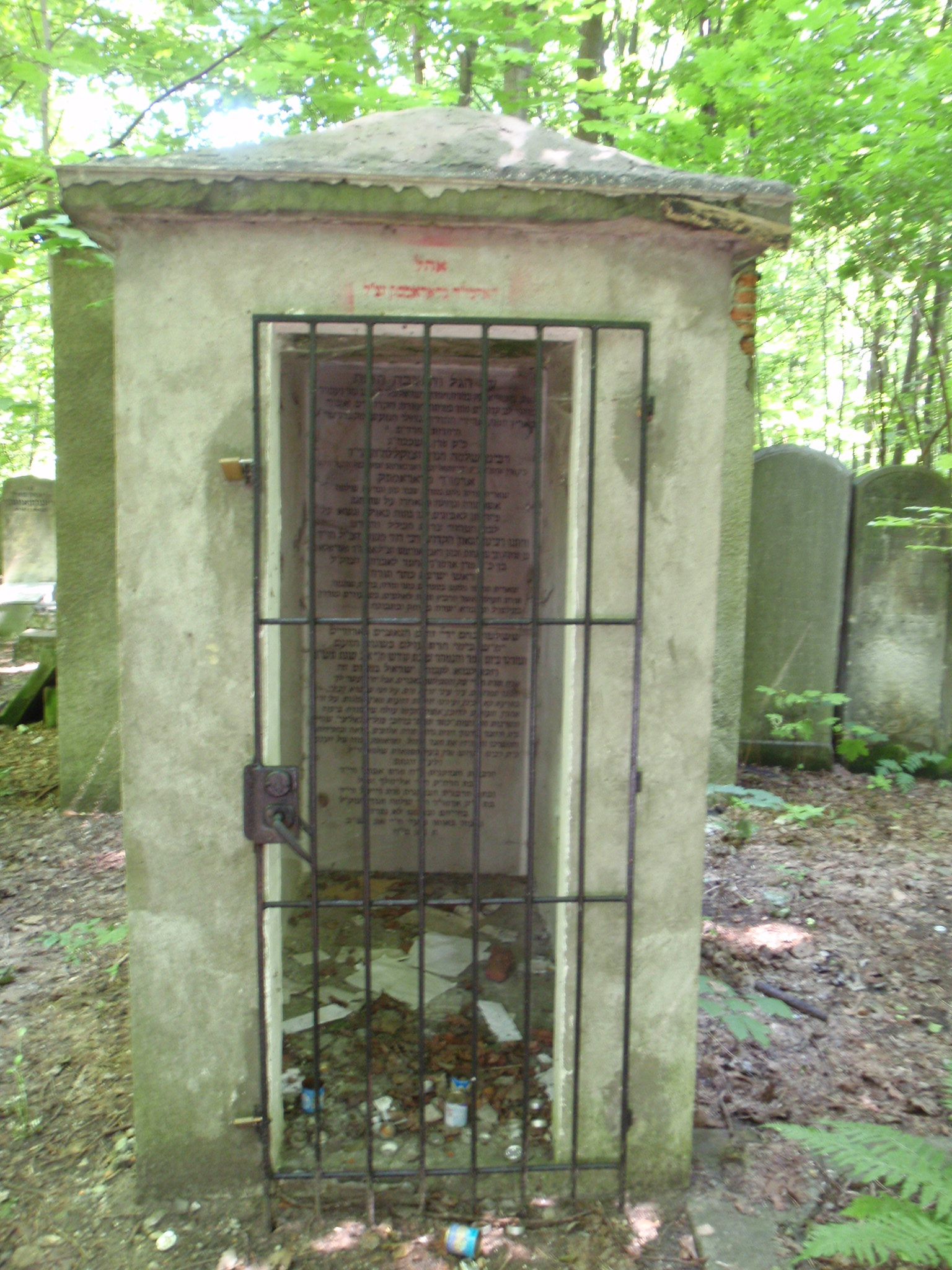
Ohel Salomona Henocha Rabinowicza na cmentarzu żydowskim w Warszawie

Salomon Henoch Rabinowicz (ur. 1882 w Radomsku, zm. 1 sierpnia 1942 w Warszawie) – rabin, czwarty i ostatni cadyk chasydzkiej dynastii Radomsk.

## Życiorys
Był synem Ezechiela Rabinowicza, wnukiem Abrahama Isachara Dow Rabinowicza i prawnukiem Salomona Rabinowicza, założyciela dynastii. Ożenił się z córką Rabina Duwidla Lelewersa. Po śmierci swego ojca w 1910 został cadykiem w Radomsku. Wszedł w świat biznesu, gdzie odniósł wiele sukcesów. Prowadził interesy w wielu miastach Polski i zagranicy. Podczas I wojny światowej przebywał w Hamburgu, kontynuując nadal swoje interesy. Kupował nieruchomości w Berlinie. Zrobił wiele doskonałych interesów, w wyniku których stał się właścicielem fabryk tekstylnych w Łodzi, Sosnowcu i Będzinie. Był również właścicielem odlewni, cegielni, jak również wielu nieruchomości w Warszawie, Krakowie i Sosnowcu. Po zakończeniu wojny osiadł w Sosnowcu i zamieszkał w kamienicy przy ulicy Targowej 12. 
Dzięki licznym interesom stał się jednym z najbogatszych ludzi w międzywojennej Polsce. Hojnie wspierał jesziwy oraz różne żydowskie instytucje charytatywne. Zasłynął szczególnie z założenia sieci szkół religijnych Keter Tora (hebr. Korona Tory). Liczyła ona 36 oddziałów w Polsce. Kierował nimi jego zięć, rabin Dawid Rabinowicz, który poślubił jego jedyną córkę. Szczególną uwagę zwrócił na Jesziwę Kibbutz Gavoah w Sosnowcu, gdzie studiowało 150 uczniów. 
Po wybuchu II wojny światowej nie skorzystał z pomocy chasydów, którzy proponowali mu ucieczkę z Polski. Początkowo wraz z rodziną przebywał w Krynicy, a następnie w Łodzi. W grudniu 1940 roku przeniósł się do Warszawy. Przebywał w getcie warszawskim, gdzie był m.in. członkiem Rady Religijnej. 1 sierpnia 1942 roku, podczas wielkiej akcji deportacyjnej, wraz z rodziną został zamordowany przez Niemców. 
Jest pochowany w skromnym ohelu na cmentarzu żydowskim przy ulicy Okopowej (kwatera 57, rząd 7). Ohel ten jest także symbolicznym grobem jego żony Ester i córki Reizel.
W 1953 opublikowano jego zebrane mowy w książce Sziwche Kohen.